# Danny Jones
Daniel "Danny" Alan David Jones, (Bolton, Greater Manchester, Inglaterra, 12 de março de 1986) é um dos vocalistas e guitarristas da banda de pop rock britânica McFly, ao lado de Dougie Poynter (baixista, vocalista de apoio), Tom Fletcher (guitarrista, vocalista) e Harry Judd (baterista).

## Biografia
Filho de Kathy e Allan Jones, Danny nasceu em Bolton, no dia 12 de março de 1986. Tem uma irmã mais velha, chamada Vicky. Atualmente ele mora em Londres, Inglaterra, perto dos outros membros do McFly. Ele é vocalista, compositor, guitarrista e DJ.

### McFly
A banda McFly chegou à fama em 2004, fortemente influenciada pela sua associação com a ex-banda Busted, que ajudou-os, oferecendo-lhes a posição de suporte em sua tour de A Present for Everyone.

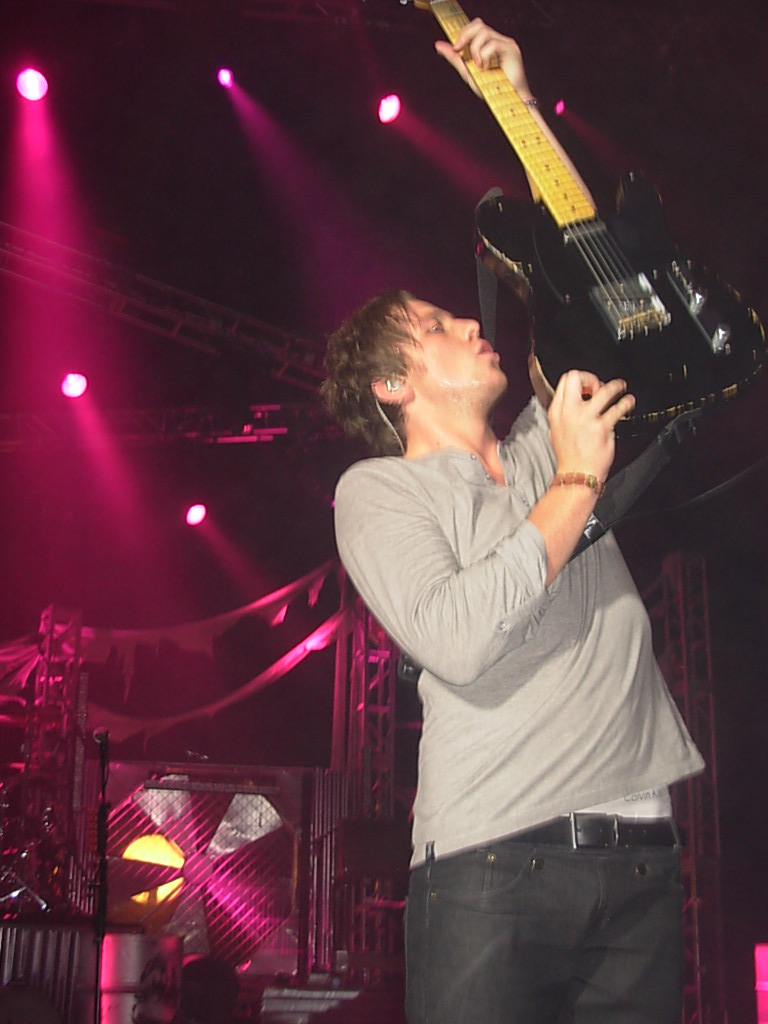
Jones no HMV Hammersmith Apollo

Tom Fletcher e Danny Jones se encontraram quando Danny audicionou erroneamente para uma boyband chamada V; Fletcher, que estava filmando as audições para a Island Records, posteriormente abordou Danny. Os dois conversaram e descobriram que tinham interesses em comum, então Tom o convidou para escrever canções com ele e James Bourne. Quando terminaram de escrever para o Busted, os dois começaram a compor para o sua própria banda, que até o momento não tinha um nome. Mais tarde, mudaram-se temporariamente para o Hotel InterContinental, em Londres. O baterista (Harry Judd) e o baixista (Dougie Poynter) foram recrutados através de um anúncio colocado por Tom e Danny na revista NME.
Danny co-escreveu todos os cinco álbuns de estúdio do McFly, juntamente com seus companheiros de banda. Ele também escreveu três faixas sozinho, nos três primeiros álbuns do McFly. Danny também assume frequentemente o papel de guitarrista principal, com Tom na guitarra rítmica, e pode ser visto executando solos em canções como That Girl.

### Televisão e filmes
Danny tem aparecido ao lado da banda McFly em muitos programas de TV. Em Janeiro de 2005, eles fizeram uma participação musical em um episódio da série britânica Casualty, e em 2007 participaram do episódio "The Sound of Drums" do Doctor Who. Eles também apareceram no Ghost Hunting With.
Danny tem aparecido com McFly em muitos eventos musicais, incluindo T4 on the Beach e no primeiro e segundo Nickelodeon Kids Choice Awards anual do Reino Unido. Eles também estrelaram o filme de comédia Just My Luck, com Lindsay Lohan e Chris Pine. Sem a sua banda, Danny tem aparecido em diversos programas, incluindo Never Mind the Buzzcocks, 8 out of 10 cats e All Star Family Fortunes..
Em 5 de outubro de 2008 e em 31 de maio de 2009, participaram do Domingão do Faustão, um programa de auditório brasileiro, tiveram uma entrevista com Sabrina Sato, do Pânico na TV, e gravaram no programa Casseta & Planeta, urgente!, sendo os dois programas humorísticos.
Ele participou do reality show britânico Popstar to Operastar, que consistia em treinar cantores para cantarem ópera. O cantor se apresentou com as seguintes canções: "La donna è mobile", "Caruso", "Time to Say Goodbye" e "Funiculi, Funicula", sendo eliminado na quarta semana, ficando em quinto lugar.
Atualmente, é jurado do The Voice Kids UK ao lado de Pixie Lott, will.i.am e Jessie J.

### Carreira Solo
No início de Junho de 2018, Danny divulgou em suas redes sociais que iria realizar um show solo no dia 25 de junho no 02 Academy Islington em Londres, para apresentar as músicas de seu 1ª álbum solo. Os ingressos esgotaram em pouco tempo.
No dia 6 de julho de 2018, ele divulgou seu primeiro single solo "Is This Still Love", que alcançou o Nº 1 no Itunes Brasil no primeiro dia.

## Vida pessoal
Em 2009 Danny terminou seu namoro com Olivia Shaw, o motivo seria uma suposta traição de Danny.
Meses depois assumiu seu namoro com a miss Inglaterra Georgia Horsley, em Julho de 2013 Danny a propôs em casamento e em 2 de agosto de 2014 eles se casaram.
Foi anunciado em Julho de 2017 pelo Instagram da Georgia, que o casal estava a espera de seu primeiro filho Cooper Alf Jones, que nasceu em 27 de janeiro de 2018,

## Prêmios
2004
- Smash Hits Awards - Most Fanciable Male[12]

2005
- Smash Hits Awards - Most Snoggable Male[13]

2009
- Capricho Awards - Melhor Cantor Internacional[14]